# عباس رحیم
عباس رحیم (انگلیسی: Abbas Rahim; ۱ ژانویهٔ ۱۹۷۹ – ۱۰ اوت ۲۰۱۲) یک بازیکن فوتبال اهل عراق بود.
از باشگاه‌هایی که در آن بازی کرده‌است می‌توان به تیم ملی فوتبال عراق اشاره کرد.
وی همچنین در تیم ملی فوتبال تیم ملی فوتبال عراق بازی کرده است.